# Rio Dicşan
O Rio Dicşan é um rio da Romênia, afluente do Timişana, localizado no distrito de Timiş.